# 利普里安語
利普里安語（利普里安语：Ripoarėsch），或称利普里安方言（德語：Ripuarische Dialekte），是中法兰克语下的方言组，通行於德國中西部莱茵河南部流域。